# Drymusa dinora
Drymusa dinora är en spindelart som beskrevs av Valerio 1971. Drymusa dinora ingår i släktet Drymusa och familjen Drymusidae.
Artens utbredningsområde är Costa Rica. Inga underarter finns listade i Catalogue of Life.